# Cinnamomum culitlawan
Cinnamomum culitlawan är en lagerväxtart som först beskrevs av Carl von Linné, och fick sitt nu gällande namn av André Joseph Guillaume Henri Kostermans. Cinnamomum culitlawan ingår i släktet Cinnamomum och familjen lagerväxter. Inga underarter finns listade i Catalogue of Life.